# Perro Aguayo Jr.
Pour les articles homonymes, voir Aguayo.
Pedro Aguayo Ramírez (né le 23 juillet 1979 à Mexico et mort le 21 mars 2015 à Tijuana) est un catcheur et promoteur de catch mexicain. Il est principalement connu pour son travail à la Asistencia Asesoría y Administración ainsi qu'au Consejo Mundial de Lucha Libre. Il est mort après un combat où il a été victime d'un grave traumatisme aux cervicales suivi d'un arrêt cardiaque.

## Carrière de catcheur

### Débuts à l'Asistencia Asesoría y Administración(1995-2002)
Aguayo fait ses débuts en tant que catcheur le 18 juin 1995 où il perd un Olympic rules match (un combat où les règles sont celles de la lutte libre) face à Juventud Guerrera. Le 3 décembre, il perd avec Picudo un Pajeja incredibles face à Juventud Guerrera et Rey Misterio Jr et les perdants doivent s'affronter dans un Hair vs. Hair match qu'Aguayo remporte.
Il remporte son premier titre le 7 juin 1998 où avec son père, Perro Aguayo, il remporte le championnat par équipe du Mexique après leur victoire face à Fuerza Guerrera et Mosco de la Merced. Ils perdent ce titre le 2 mai 1999 après leur défaite face à Abismo Negro et Electroshock. Il est entre-temps devenu avec Blue Demon Jr., La Parka Jr. et Mascara Sagrada Jr. champion du Mexique Atomicos en remportant un match par équipe face à Charly Manson (en), May Flowers, Nygma et Picudo le 18 avril. Ils perdent ce titre le 17 septembre face à Histeria (en), Maniaco (en), Mosco de la Merced (en) et Psicosis. Le 21 mars 2015, Perro Aguayo meurt au cours d'un combat à Tijuana au Mexique.

## Palmarès
- Asistencia Asesoría y Administración
  - 1 fois Mexican National Atómicos Championship, avec Blue Demon Jr., La Parka Jr.. et Mascara Sagrada Jr.[8]
  - 1 fois Mexican National Light Heavyweight Championship
  - 3 fois Mexican National Tag Team Championship, avec Perro Aguayo (2) et Héctor Garza (1)[9]
  - Copa Triplemanía XXII (2014)
  - Rey de Reyes 2012

- Consejo Mundial de Lucha Libre
  - 1 fois CMLL World Trios Championship avec Mr. Águila (en) et Héctor Garza[10]
  - Torneo Gran Alternativa 2006 avec Místerioso II[11]
  - Leyenda de Plata 2004

- Pro Wrestling Illustrated
  - Classé 8e au PWI 500 des 500 meilleurs catcheurs de l'année 2007

- World Wrestling Association
  - 3 fois WWA World Tag Team Championship avec El Hijo del Santo (1), Último Guerrero (1) et Héctor Garza (1)[12]

- Wrestling Observer Newsletter awards
  - Rookie of the Year 1995